# Sainte-Gemmes-d’Andigné
Sainte-Gemmes-d’Andigné ist eine Ortschaft und eine Commune déléguée in der französischen Gemeinde Segré-en-Anjou Bleu mit 1.461 Einwohnern (Stand: 1. Januar 2022) im Département Maine-et-Loire in der Region Pays de la Loire.
Die Gemeinde Sainte-Gemmes-d’Andigné wurde am 15. Dezember 2016 mit 14 weiteren Gemeinden, namentlich Aviré, Le Bourg-d’Iré, La Chapelle-sur-Oudon, Châtelais, La Ferrière-de-Flée, L’Hôtellerie-de-Flée, Louvaines, Marans, Montguillon, Noyant-la-Gravoyère, Nyoiseau, Saint-Martin-du-Bois, Saint-Sauveur-de-Flée und Segré zur neuen Gemeinde Segré-en-Anjou Bleu zusammengeschlossen. Sie gehörte zum Arrondissement Segré und zum Kanton Segré.

## Geographie
Sainte-Gemmes-d’Andigné liegt rund 75 Kilometer nordöstlich von Nantes und etwa ebensoweit südöstlich von Rennes. 
Nachbargemeinden waren:
- Segré im Norden,
- La Chapelle-sur-Oudon im Osten,
- Marans im Südosten,
- Chazé-sur-Argos im Süden,
- Loiré im Südwesten,
- Le Bourg-d’Iré im Westen und
- Nyoiseau im Nordwesten.

Das vormalige Gemeindegebiet wird vom Fluss Verzée durchquert, in den von Süden her der Argos einmündet.

## Bevölkerungsentwicklung
| Jahr      | 1962 | 1968 | 1975 | 1982 | 1990 | 1999 | 2008 |
| Einwohner | 1158 | 1216 | 1253 | 1243 | 1271 | 1311 | 1521 |

## Sehenswürdigkeiten
- Schloss La Chetardière (Monument historique)
- Manoir Logis de la Pezellière (Monument historique)

## Persönlichkeiten
- Georges Paillard (1904–1998), Radrennfahrer
- Stéphanie Bru (* 1973), Architektin und Universitätsprofessorin
- Sainte-Gemmes-d’Andigné, (* 1977), Radrennfahrer
- Stéphane Bonsergent (* 1977), Radrennfahrer
- Bertrand Roiné (* 1981), Handballspieler